# Corona Calero López
 Corona Calero López, més coneguda com a Cori Calero,(Lleida, 1975) és una periodista, escriptora i divulgadora científica catalana especialitzada en temes mediambientals.
Va estudiar filologia catalana a la Universitat de Lleida i periodisme a la Universitat Pompeu Fabra Va començar la seva carrera periodística en l'àmbit local, quan encara era una estudiant, a Segre Ràdio i va començar a la televisió l'any 1998. Va fer de reportera en diverses televisions, com CNN+ o Antena 3. També ha realitzat documentals, per exemple, a Via Digital, en el programa “El ojo de la cámara” produït per Elias Querejeta. A TV3, on treballa actualment, va començar amb programes com De la Terra, Viure Catalunya, De vacances, En directe o Espai terra, a més de molts anys als serveis informatius de TV3. Ha estat presentadora de les notícies del canal 3/24 i Telenotícies Comarques.
Ha escrit i publicat dos llibres: Si el cel es tornés vermell, l'any 2021, amb Editorial Viena, que tracta sobre el canvi climàtic, i Explora Catalunya amb Cori Calero (amb pròleg de Tomàs Molina) publicat l'any 2016 amb Triangle Books.
El 2023 la Fundació Barcelona Zoo i Barcelona Serveis Municipals li atorguen el Premi Trajectòria en Divulgació de la Biodiversitat. El mateix any, el 2023, el Festival de Cinema de Medi Ambient Suncine li entrega el premi especial Sol d'Or a una personalitat o entitat per la seva tasca de sensibilització.
El 2024 el Clúster de l'Energia Eficient de Catalunya li lliura el Premi Periodisme per la seva tasca periodística de divulgació i generació de consciència sobre l’emergència climàtica, la contaminació i la necessitat de pràctiques més eficients i respectuoses amb el mediambient, apel·lant a través de les seves peces informatives als diferents agents socials.